# Vojens Sogn
Vojens Sogn ist eine Kirchspielsgemeinde (dän.: Sogn)  in der Stadt Vojens im südlichen Dänemark. Bis 1970 gehörte sie zur Harde Gram Herred im damaligen Haderslev Amt, danach zur Vojens Kommune im damaligen Sønderjyllands Amt, die im Zuge der Kommunalreform zum 1. Januar 2007 in der „neuen“  Haderslev Kommune in der Region Syddanmark aufgegangen ist.
Südlich des Ortes liegt der Militärflugplatz Skrydstrup, Dänemarks einzige Kampfflugzeugbasis.
Von den 7480 Einwohnern von Vojens leben 4005 im Kirchspiel (Stand:1. Januar 2023).